# 송스 뮤직 퍼블리싱
송스 뮤직 퍼블리싱(Songs Music Publishing, SONGS)은 맷 핀커스가 설립한 전 직원 소유의 음악 출판사로, 2004년 론 페리, 2006년 캐리앤 마셜이 합류하였다. 현재 송스 뮤직 퍼블리싱은 뉴욕, 로스앤젤레스, 런던에 지부가 있다.
SONGS는 모든 장르의 음악에 걸쳐서 작곡가와 프로듀서를 대표한다. 송스의 성장은 개개인의 작사·작곡가 개개인과 전 세계 독점 공동 출판 계약을 체결하면서 달성됐다.
2013년 11월, 창업자인 맷 핀커스는 송스의 CEO로, 론 페리는 회사의 회장으로, 캐리언 마셜은 크리에이티브 라이선싱의 총괄자로 활동하고 있다.
2017년 6월, 송스는 XXX텐타시온, 라이너스 에클로, S1, 앤드류 와이어트 등 작곡가들과 공동출판 계약을 체결하였다.
2017년 9월, 송스는 1억 6천만 달러가 넘는 가격에 판매되었으며, 2017년 12월, 코발트 뮤직 그룹이 송스를 인수하였다.

## SONGS 소속 음악인
아래는 SONGS와 계약을 체결한 작곡가와 프로듀서 목록이다.
- 브라이트 아이스
- 치오도스
- 디자이너
- 데브
- 더 데블 웨어스 프라다
- 디플로
- DJ 머스타드
- 드레이크 벨
- 샤인다운
- 라쿠나 코일
- 로드
- 마샤 앰브로시어스
- 넬리
- 노아 사이러스
- 퍼렐 윌리엄스
- 큐팁
- 탄트릭
- 워크 더 문
- 위켄드
- 엑스 앰배서더스
- XXX텐타시온